# Bembidion sparsum
Bembidion sparsum är en skalbaggsart som beskrevs av Bates. Bembidion sparsum ingår i släktet Bembidion och familjen jordlöpare. Inga underarter finns listade i Catalogue of Life.